# Bagheria
Bagheria (Italienisch Bagherìa; sizilianisch Bagarìa; im lokalen Dialekt Siziliano Occidentale Baarìa) ist eine Stadt der Metropolitanstadt Palermo in der Region Sizilien in Italien mit 53.010 Einwohnern (Stand 31. Dezember 2023).

## Lage und Daten
Bagheria liegt 16 km östlich von Palermo.
Die Stadtteile von Bagheria sind Aspra und Mongerbino. Aspra ist für seine reichen Zitronenplantagen bekannt. In Mongerbino gibt es unberührte, kleine Strände. Hier wohnen die Reichen von Palermo und Umgebung.
Bagheria liegt an der Autobahn A19 und an der SS 113 Trapani–Messina. Der Ort liegt an der Bahnstrecke Palermo–Agrigent/Porto Empedocle.
Die Nachbargemeinden sind Ficarazzi, Misilmeri und Santa Flavia.

## Geschichte
1658 baute sich Giuseppe Branciforte, Spross der großen sizilianischen Adelsfamilie Branciforte, in Bagheria ein mittelalterlich gestaltetes Schloss und nannte es Villa Butera. Der Bau der Villa Butera (heute Palazzo Butera genannt) gilt offiziell als Geburtsstunde der heutigen Stadt Bagheria. Salvatore Branciforte, Enkel des Gründers Giuseppe Branciforti, initiierte 1769 die erste Stadtplanung. So entstand eine Ortschaft um die heute noch zentrale Kirche Chiesa Madrice herum. Auch die beiden heutigen Hauptachsen und Einkaufsstraßen von Bagheria, der Corso Butera und der Corso Umberto I, gehen auf diese erste Stadtplanung zurück.
Eine einzigartige Komponente der Stadtentwicklung in Bagheria ist allerdings der Bau vieler Villen durch weitere sizilianische Adelsfamilien, die von Palermo aus ins Umland zogen. Die Sizilien-Karte von Samuel von Schmettau von 1720/1721 zeigt bereits 38 dieser Villen. Ihre Gestaltung folgte allerdings zumeist nicht mehr wie die Villa Butera der mittelalterlichen, sondern der damals modernsten barocken Ästhetik. Die Villen fielen nicht nur durch ihre Größe und riesige Gärten auf, sondern auch durch ihre Fassaden. Alleen bildeten zueinander ausgerichtete Achsen. Heute versteht man die Villen von Bagheria daher als barockes Gesamtkunstwerk.
Mit dem im Roman Der Gattopardo beschriebenen Niedergang des sizilianischen Adels im 19. Jahrhundert ging der Aufstieg des sizilianischen Bürgertums und der Cosa Nostra einher. Besonders in den 1950er und 1960er Jahren war eines deren Geschäftsfelder die Bauspekulation mit Geldern aus dem von Rom zur Verfügung gestellten Entwicklungsfonds für den armen Süden. Auf diese Weise entstanden in den ehemaligen Gartenanlagen der Villen hässliche Wohnsilos schlechter Bauqualität. Die italienische Schriftstellerin Dacia Maraini beschrieb diese Situation aus eigener Anschauung in ihrem Buch Bagheria – Eine Kindheit auf Sizilien.
Bagheria gehörte vor allem während des Zweiten Mafiakrieges zu den berüchtigsten Zentren der Gewalttätigkeit, in dem sich besonders viele Morde häuften. Zusammen mit den Gemeinden Altavilla Milicia und Casteldaccia bildete es in der Zeit von 1981 bis 1982 das sogenannte Dreieck des Todes (ital. triangolo della morte). Die Tötungen gingen größtenteils von Filippo Marchese und seiner Corso dei Mille-Familie aus, die auf der Seite der Corleonesi einen blutigen Feldzug gegen die verbleibenden Palermitaner Mafiafamilien führten. Bernardo Provenzano betrieb in der Umgebung von Bagheria in einer stillgelegten Eisen- oder Nagelfabrik für die Fraktion der Corleonesi eine Art Hinrichtungsort, welches in bestimmten Kreisen als campo di sterminio di Bagheria („KZ von Bagheria“) bekannt wurde und in der vermutlich mindestens 100 Personen ermordet wurden. Die Opfer wurden ähnlich wie die in der camera della morte („Todeskammer“) an der Piazza Sant’Erasmo, in der Innenstadt Palermos, häufig in Säure aufgelöst, so dass die Taten nicht mehr nachgewiesen werden konnten.
Ein weiterer Höhepunkt bildete am 25. Dezember 1981 das sogenannte Weihnachtsmassaker (ital. strage di Natale), als es in Bagheria zu einer wilden Verfolgungsjagd und offener Schießerei zwischen zwei verfeindeten Clans kam. Danach hatte sich die Macht der Corleonesi tief in der Stadt verfestigt und kontrollierte gewissermaßen das öffentliche Leben.
Auch nach Ende des Zweiten Mafiakrieges, geriet die Mittelmeerstadt wegen Mafia-Kriminalität erneut in die Schlagzeilen. Giuseppe „Pino“ Scaduto, Oberhaupt der Scaduto-Familie und während der Herrschaft der Corleonesi eine wichtige Person der Cupola, wurde im Jahr 2008 im Zuge der Polizeioperation „Operazione Perseo“ festgenommen und verdächtigte seine Tochter Maria Caterina, die mit einem Carabinieri liiert war, des Verrates. Sein Sohn Paolo Scaduto sollte die Familienehre wiederherstellen und seine eigene Schwester umbringen, was jedoch von ihm nicht durchgeführt wurde. „Pino“ Scaduto wurde kurz nach seiner Freilassung wegen weiterer Delikte erneut festgenommen und verurteilt.
Am Ende des 20. Jahrhunderts begann der Niedergang der Cosa Nostra sich auch in Bagheria positiv auszuwirken. Einzelne Baudenkmäler in öffentlichem Besitz werden renoviert und für kulturelle und touristische Zwecke genutzt. Die Umwandlung des Corso Umberto I zur Fußgängerzone brachte Ruhe in die Stadt. Das im Januar 2010 vorgestellte Projekt Bagheria-baarìa, l’altra città ist eine Zusammenfassung von fast 40 Teilprojekten, die Bagheria endgültig zu einer attraktiven Stadt für einen nachhaltigen Tourismus machen sollen.

## Villen von Bagheria

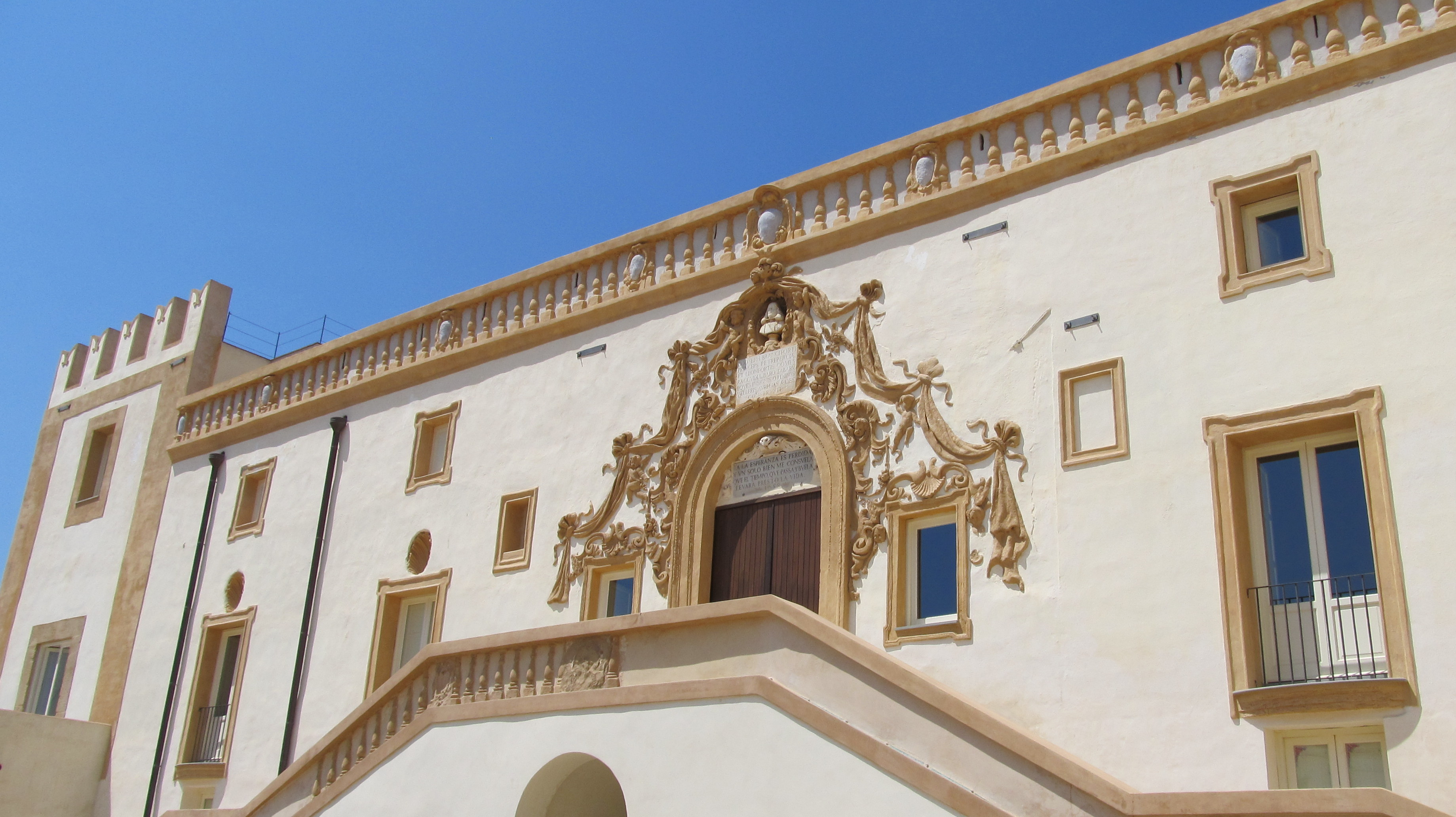
Palazzo Butera

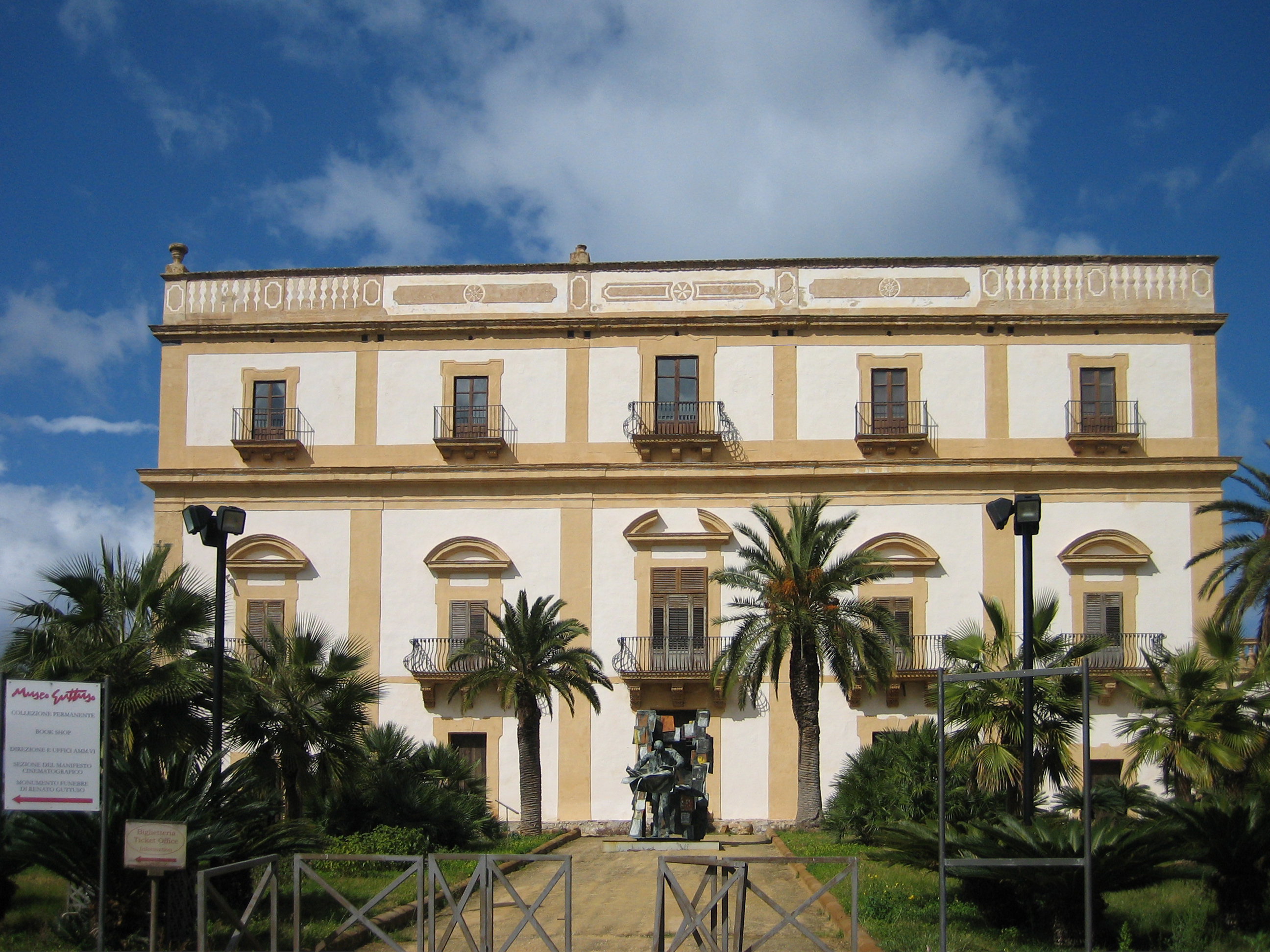
Villa Cattolica

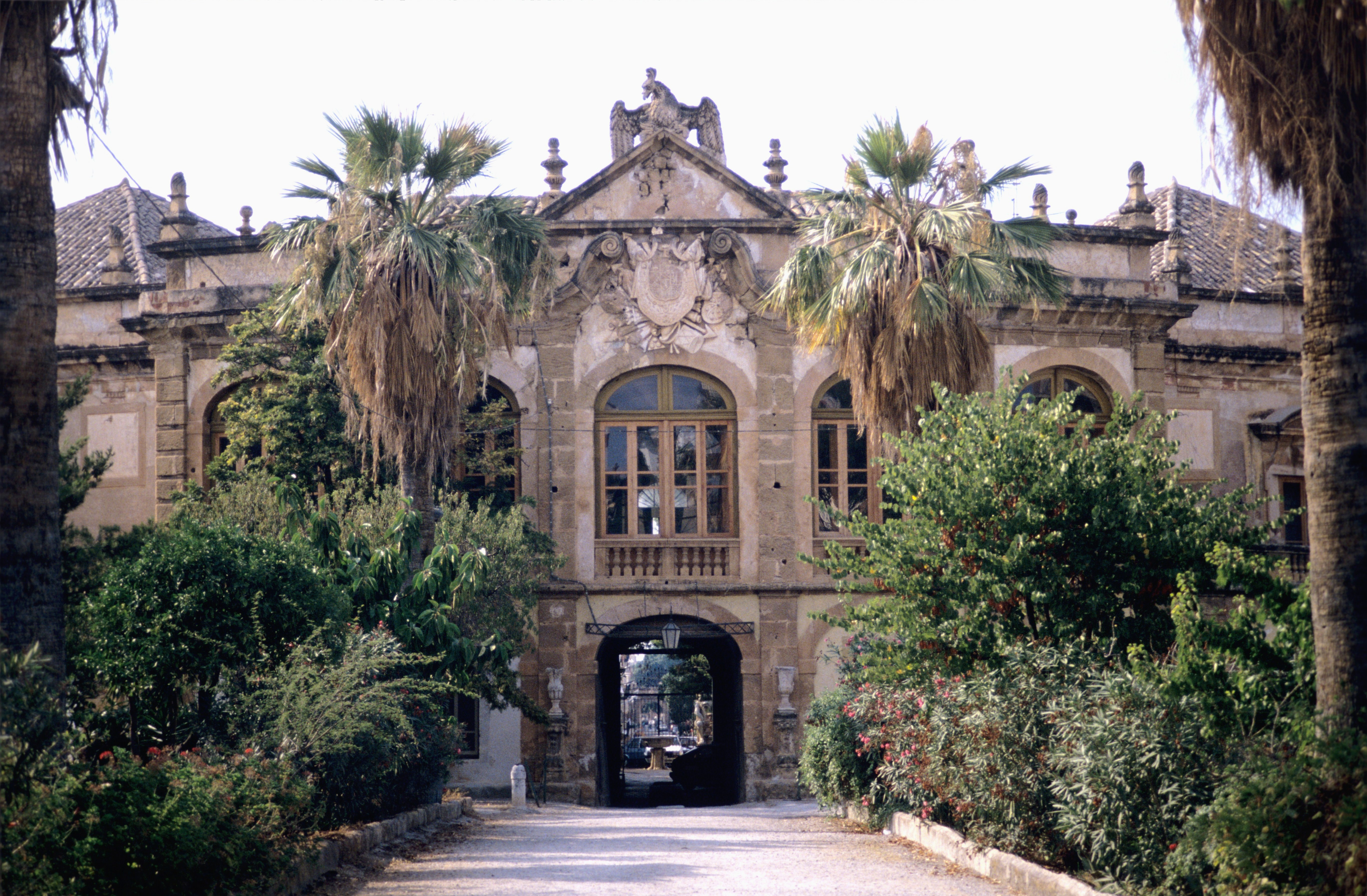
Villa Palagonia

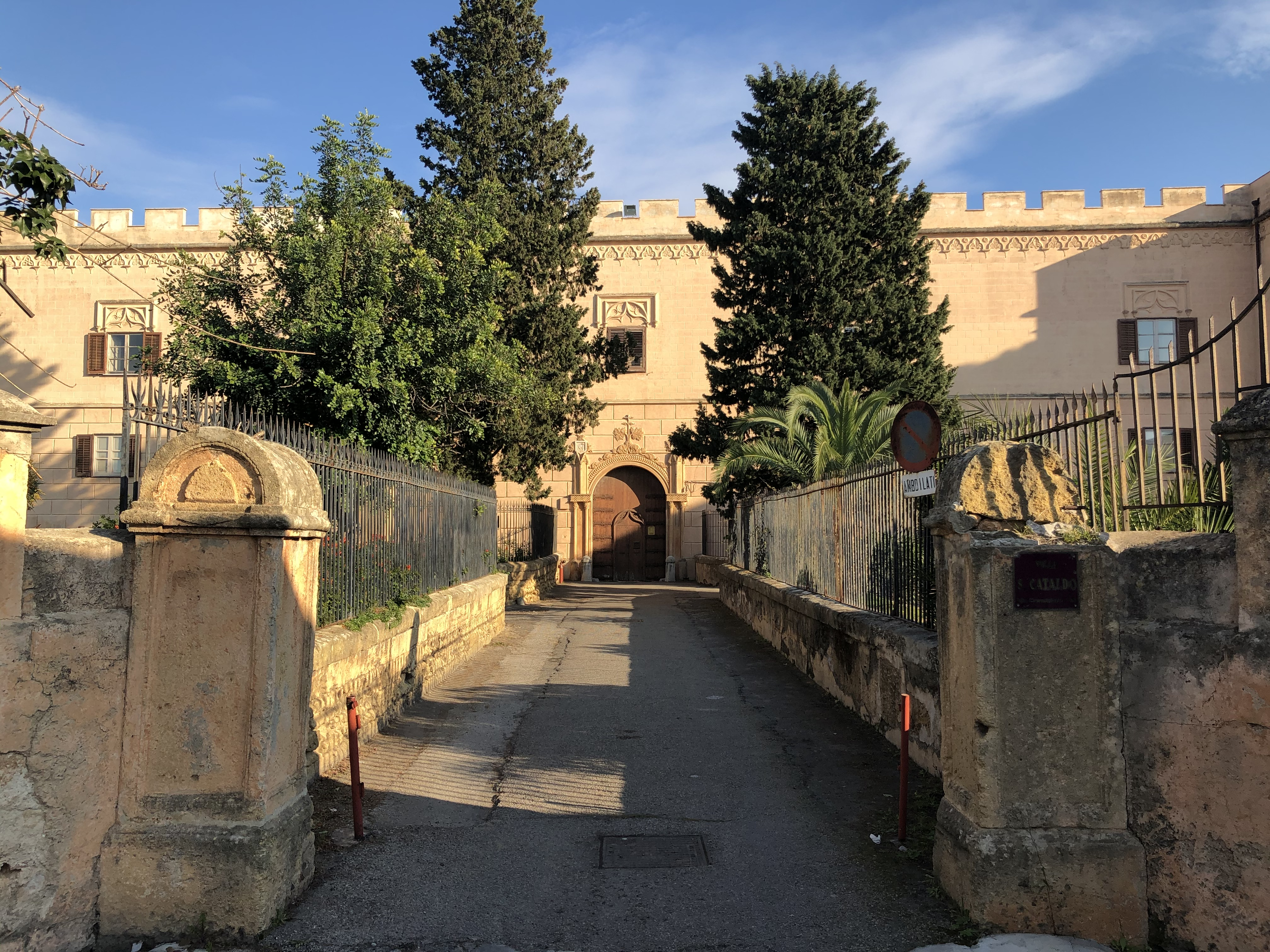
Villa San Cataldo

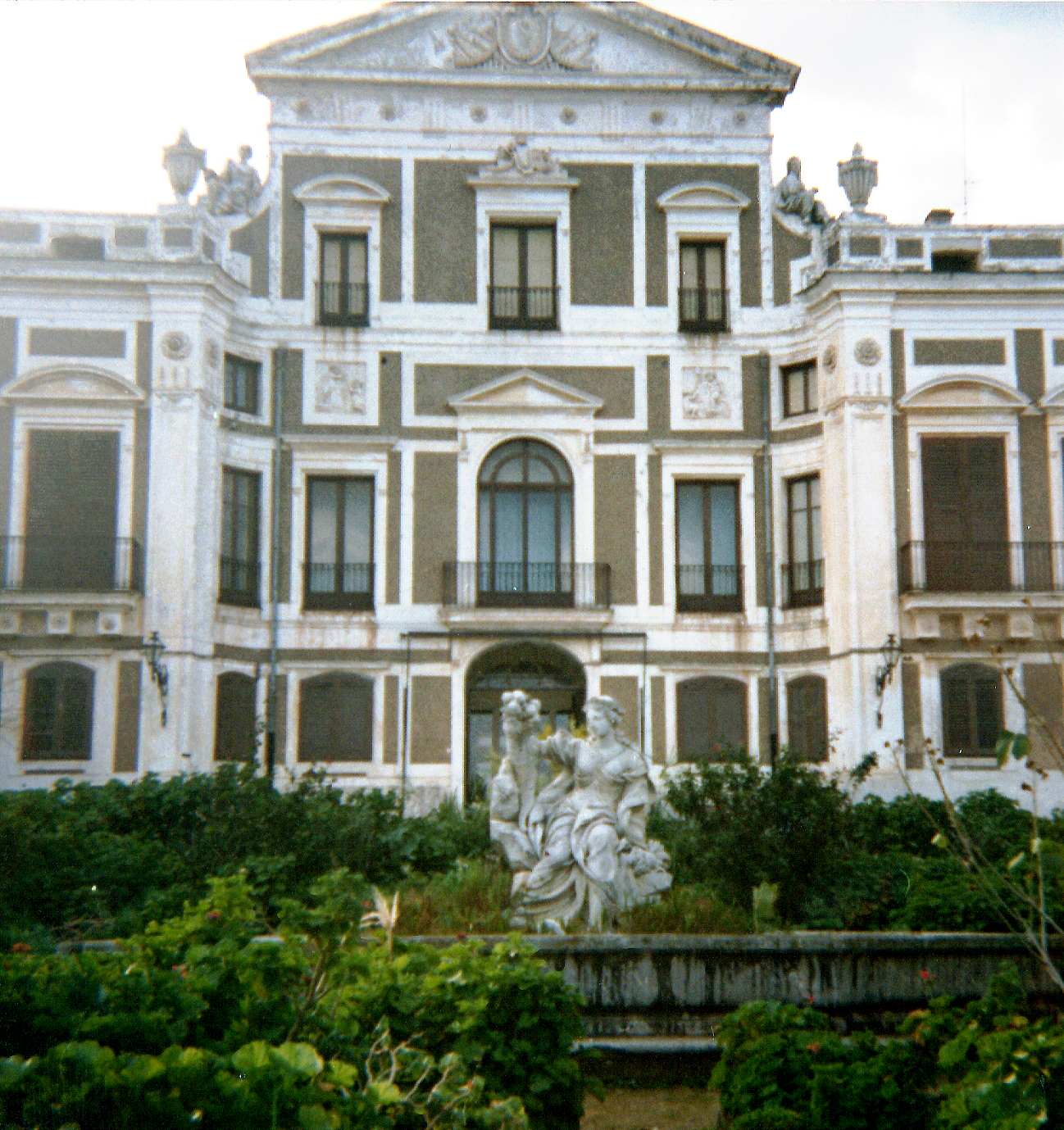
Villa Comitini-Trabia

Die barocken Villen von Bagheria sind fast alle auf ein System von Wegeachsen bezogen, das zum Rückgrat der erst später in dieser Ausdehnung entstandenen Stadt wurde. Die älteste und zentrale Achse führt auf den Palazzo Butera und wurde als Corso Butera zur Hauptstraße des Ortes. Die Achse der Villa Palagonia zweigt von dieser in spitzem Winkel und leicht ansteigend ab. Auch die Achsen der Villen S. Cataldo, S. Isodoro und Ramacca zweigten von der Hauptachse ab, auch wenn diese Situation heute durch die Eisenbahn gestört wird. Die meisten der Villen existieren noch. Einige der weitläufigen Gärten und Parkanlagen, in denen die Villen standen, fielen allerdings in den 1970er und 1980er Jahren den Bauspekulationen der Mafia zum Opfer. Die folgende Liste beschreibt die heute noch auf dem Territorium der Stadt Bagheria befindlichen Barock-Villen. Weitere Villen dieser Art befinden sich auf dem Territorium der Nachbargemeinde Santa Flavia.
- Der Palazzo Aragona-Cutò ist eine der großen Villen und wurde zwischen 1712 und 1716 für Baldassare Naselli Fürst von Aragona gebaut. Er befindet sich heute im Eigentum der Stadt und beherbergt die kommunale Bibliothek und das Spielzeugmuseum, ist aber zurzeit geschlossen. Vom Garten ist nur noch eine umgebende Rasenfläche erhalten (Luftbild und andere Geodienste: 38° 5′ 20,7″ N, 13° 30′ 28,3″ O).

- Der Palazzo Butera war die erste der Villen von Bagheria. Sie wurde 1658 von Giuseppe Branciforte, Principe di Butera, im Stil eines Kastells errichtet. Die Villa Butera ist heute im Eigentum der Stadt (Luftbild und andere Geodienste: 38° 4′ 35,3″ N, 13° 30′ 26,9″ O).

- Die Villa Casaurro ist ein seltenes Beispiel für die Residenzen des niedrigen Adels. Sie ist heute in Privatbesitz und wird von der Associazione Culturale Giuseppe Bagnera für kulturelle Zwecke genutzt (Luftbild und andere Geodienste: 38° 4′ 56,2″ N, 13° 30′ 46,8″ O).

- Um 1700 entstand die Villa Cattolica, die heute die Galleria di Arte Moderna mit Werken des Malers Renato Guttuso beherbergt. Er wurde hier auch zur Ruhe gebettet. Sein Grab befindet sich im hinteren Teil der Villa inmitten einer Gartenanlage mit Blick zum Meer, so wie es der Künstler selbst gewünscht hatte. Als einzige Villa ist die Villa Cattolica mit ihrer Hauptfassade nicht nach Bagheria, sondern nach Palermo orientiert (Luftbild und andere Geodienste: 38° 5′ 23,7″ N, 13° 30′ 5,3″ O).

- Die Villa Favazzi ist ein weiteres Beispiel für die Bauwerke des niederen Adels. Sie liegt direkt am Corso Butera und ist heute ein Restaurant (Luftbild und andere Geodienste: 38° 4′ 52,3″ N, 13° 30′ 24,4″ O).

- Der Palazzo Larderia zeichnet sich durch ihre ungewöhnliche Architektur aus. Von oben gesehen gleicht sie einer sternförmigen Blume. Sie befindet sich heute im Eigentum der Schulschwestern der Maria Vergine Assunta (Luftbild und andere Geodienste: 38° 4′ 46,2″ N, 13° 30′ 28,4″ O).

- Der Palazzo Galletti Inguaggiato ist eine der mittelgroßen Villen und liegt am Corso Butera. Sie wurde um 1770 gebaut und wird im Moment restauriert. Der Auftraggeber ist der in Bagheria geborene Regisseur Giuseppe Tornatore (Luftbild und andere Geodienste: 38° 5′ 10,8″ N, 13° 30′ 19,3″ O).

- Ab 1715 wurde die Villa Palagonia für Francesco Ferdinando Gravina e Crujillas, Fürst von Palagonia, und seinen Nachkommen auf dem höchsten Punkt einer Achse errichtet, die als Torweg durch das Gebäude durchläuft. Zu der Anlage gehört auch ein Triumphbogen (Porta dei Giganti), der heute in die Via Palagonia einbezogen ist. Charakteristisch sind der elliptische Grundriss, eine aufwendige Treppenanlage und 62 Steinskulpturen, die den Hauptbau umgeben. Diese grotesken Statuen, die wie die Innenausstattung einem ikonographischen Programm folgten, machten die Villa international bekannt, wurden aber von den meisten Reisenden nicht verstanden und kritisiert. Sie trugen der Villa den Spitznamen "Villa dei Mostri" (Villa der Monster) ein. Goethe beschrieb sie als „Palagonische Raserei“. Die Villa Palagonia befindet sich seit 1885 im Besitz der Familie Castronovo. Die Festsäle und der Garten können besichtigt werden (Luftbild und andere Geodienste: 38° 4′ 46,8″ N, 13° 30′ 41,8″ O).

- Die Villa Rammacca wurde Mitte des 18. Jahrhunderts gebaut. Sie liegt außerhalb des Stadtkerns am Fuß des Monte Catalfano, des heutigen Naherholungsgebiets von Bagheria. Daher ist ihr großer Garten von der Bauspekulation verschont geblieben. Die Villa Rammacca befindet sich in Privateigentum und wird für Empfänge genutzt (Luftbild und andere Geodienste: 38° 5′ 44″ N, 13° 30′ 35,6″ O).

- Die Villa Roccaforte war ursprünglich ein Turm im ländlichen Raum vor der Ortschaft. Im 18. Jahrhundert wurden die Gebäude am Fuß des Turms in eine Villa umgewandelt. Sie befindet sich in Privatbesitz (Luftbild und andere Geodienste: 38° 4′ 51″ N, 13° 30′ 50,6″ O).

- Die Villa San Cataldo entstand im 18. Jahrhundert unter dem Fürsten Galletti di S. Cataldo, wurde aber im 19. Jahrhundert in neogotischem Stil umgebaut. Da sie am Stadtrand liegt, ist ihr daneben gelegener großer Barockgarten, der nicht auf die Villa bezogen ist, von den Bauspekulationen verschont geblieben. 1998 wurde sie von der Provinz Palermo gekauft. Sie wird vom Jesuitenorden geführt und steht der Öffentlichkeit für kulturelle Ereignisse zur Verfügung (Luftbild und andere Geodienste: 38° 5′ 17″ N, 13° 30′ 48,9″ O).

- Die Villa Sant Isidoro war ursprünglich ein ländliches Wohnhaus und wurde im 17. Jahrhundert in eine barocke Villa umgebaut. Da sie inmitten ausgedehnter Citrusplantagen zwischen Bagheria und dem Vorort Aspra liegt, ist ihr Garten von den Bauspekulationen verschont geblieben. Allerdings ist sie wie auch die Umgebung in einem desolaten Zustand. Die Plantagen wurden durch ein großes Pumpwerk und ein äußerst aufwendiges Bewässerungssystem versorgt, das noch zu sehen ist, aber nicht mehr genutzt wird. Die Villa befindet sich in Privateigentum (Luftbild und andere Geodienste: 38° 5′ 52,1″ N, 13° 30′ 4,5″ O).

- Die Villa Serradifalco war ursprünglich ein fort-ähnliches, mit Türmen versehenes Gehöft. Sie wurde im 18. Jahrhundert im Stil des Neoklassizismus zu einer Villa ausgebaut. Da sie am östlichen Rand des Stadtkern liegt, blieb ihr Garten von der Bauspekulation verschont. Die Villa befindet sich heute im Privatbesitz (Luftbild und andere Geodienste: 38° 4′ 5,1″ N, 13° 30′ 49″ O).

- Die Villa Spedalotto wurde Ende des 18. Jahrhunderts von einem unbekannten Architekten mit Anklängen an den Neoklassizismus gebaut. Sie liegt, wie die Villa Serradifalco am östlichen Rand Bagherias und wurde daher von den Bauspekulationen verschont (Luftbild und andere Geodienste: 38° 4′ 25,4″ N, 13° 31′ 4,1″ O).

- Die Villa Comitini-Trabia zählt zu den größten Villen Bagherias. Ihr Bau wurde 1759 von den Gravina di Comitini begonnen und erst gegen Ende des 18. Jahrhunderts vollendet. Ca. 100 Jahre später wurde der ursprünglich barocke Bau in einen neoklassizistischen gewandelt. Trotz ihrer Lage in Zentrumsnähe ist ihr Garten erhalten geblieben. Der Besitz gelangte später an die Lanza di Trabia. Die Villa befindet sich in Privateigentum (Luftbild und andere Geodienste: 38° 4′ 36,3″ N, 13° 30′ 40,6″ O).

- Die Villa Valguarnera, erbaut von 1714 bis 1721 für Maria Anna Prinzessin von Gravina, verehelichte Fürstin von Valguanera, ist die aufwendigste aller Villen von Bagheria. Sie bietet eine ansteigende Anfahrtsallee, einen von Säulenhallen umgebenen Vorhof und eine konkav geschwungene Fassade. Ihr großer, nach Osten in Terrassen abfallender Garten ist trotz der zentralen Lage erhalten geblieben. Die bekannte Schriftstellerin Dacia Maraini hat ihre Jugend in der Villa Valguarnera verbracht. Sie beschreibt diese Phase ihres Lebens im Buch Bagheria. Die Villa Valguarnera befindet sich in Privateigentum. Die Eigentümer planen, sie der Öffentlichkeit zeitweise für kulturelle Ereignisse zur Verfügung zu stellen (Luftbild und andere Geodienste: 38° 4′ 35,3″ N, 13° 30′ 55,9″ O).

- Der Palazzo Villarosa war die erste Villa Bagherias, die von vornherein im neoklassizistischen Stil errichtet wurde. Besonders charakteristisch sind ihre korinthischen Säulen. Der Palazzo Villarosa befindet sich in Privateigentum und wird für Empfänge genutzt (Luftbild und andere Geodienste: 38° 4′ 30,4″ N, 13° 29′ 59,7″ O).

## Museen und Parkanlagen
Das Spielzeugmuseum Museo del giocattolo befindet sich im Palazzo Aragona-Cutò und zeigt eine Sammlung alten sizilianischen Spielzeugs. Außerdem gibt es eine permanente Ausstellung des Malers Renato Guttuso in der Villa Cattolica. Die moderne sizilianische Kunst wird im Museum Bagheria gezeigt. Der Parco di Monte Catalfano ist das Naherholungsgebiet Bagherias.

## Söhne und Töchter
- Der Mathematiker Giuseppe Bagnera wurde 1865 in Bagheria geboren. Eine Schule und ein Kulturverein in Bagheria sind nach ihm benannt. Er starb 1927 in Rom.
- Der Lyriker Ignazio Buttitta wurde 1899 in Bagheria geboren. Sein Schwerpunkt waren die politischen Themen Siziliens. Er starb 1997 in Bagheria.
- Der Maler Nino Garajo wurde 1918 in Bagheria geboren. Seine Arbeiten sind dem sizilianischen und italienischen Realismus zuzuordnen. Er starb 1977 in Rom.
- Der Maler Renato Guttuso wurde 1911 in Bagheria geboren. Seine Arbeiten sind dem Realismus zuzurechnen und bezogen sich vorwiegend auf sizilianische Themen. Er starb 1987 in Rom.
- Die Schriftstellerin Dacia Maraini wurde 1936 in Florenz geboren und zog 1946 zu ihren Großeltern, die in Bagheria die Villa Valguarnera bewohnten. Sie ging 1954 nach Rom. Ihre Jahre in Bagheria beschreibt sie im Buch Bagheria, Eine Kindheit auf Sizilien.
- Der Fotograf Ferdinando Scianna wurde 1943 in Bagheria geboren. Er wurde von dem bekannten sizilianischen Schriftsteller Leonardo Sciascia entdeckt, der 1963 durch Zufall eine Fotoausstellung des jungen Fotografen besuchte. Einer seiner weiteren Förderer war Henri Cartier-Bresson, einer der Gründer von Magnum Photos.
- Der Regisseur Giuseppe Tornatore wurde 1956 in Bagheria geboren. Sein Film Cinema Paradiso erhielt im Jahr 1990 einen Oscar für den besten ausländischen Film. 2009 eröffnete der Film Baarìa, eine Hommage an seine Heimatstadt, die Filmfestspiele von Venedig.

## Film
- In Bagheria wurde der Film Cinema Paradiso (1988) von Giuseppe Tornatore gedreht, dessen Handlung in einer fiktiven Kleinstadt Giancaldo spielt.
- In Bagheria wurden einige Szenen des Films Der Pate III (1990) gedreht.
- Giuseppe Tornatore widmete Bagheria seinen Film Baarìa (2009) (sizilianisch für Bagheria), der dort spielt und gedreht wurde.